# Record (програма)
Record — цифрова звукова робоча станція, що розроблялася шведською компанією Propellerhead Software. Призначена для запису, аранжування, компонування, мікшування та максимально наближений до звичайної студії звукозапису зі зображенням інструментів, контролерами мікшерів та стійками віртуальних інструментів та ефектів. Може використовуватися як повноцінна віртуальна студія так і разом зі секвенсером Propellerhead Reason. Уперше випущена 9 вересня 2009 року, а з 2011 року включена в Reason 6 і як самостійний продукт не продається.

## Інтерфейс
У програмі три основних робочі області — мікшер, секвенсер, стійка з інструментами, для перемикання між робочими областями використовуються гарячі клавіші. Треки зводяться на мікшері, на стійці розміщуються і комутуються віртуальні інструменти та ефекти. Підключеними пристроями можна керувати за допомогою вбудованого MIDI-секвенсера, а також за допомогою зовнішнього програмного секвенсера, що підключається за протоколом ReWire (розробленого Propellerhead). За допомогою вбудованого секвенсера можна записувати звук зі зовнішніх джерел, а також об'єднувати кілька записаних доріжок в одну і автоматично змінювати тривалість запису при зміні темпу проекту, не змінюючи висоту тону.
Як і Propellerhead Reason, Record дозволяє обертати стійку для обладнання, щоб бачити зображення зворотної сторони встановлених у ній пристроїв, і у цьому ракурсі здійснюється комутація обладнання віртуальними звуковими кабелями.
Особливо відзначалася реалізація алгоритму розтягування аудіодоріжок із часом.

## Інструменти та ефекти
Record містить обмежений набір інструментів та ефектів, який можна розширити встановивши Reason. До складу Record входять такі віртуальні пристрої як:
- Combinator: дозволяє з'єднувати кілька пристроїв в одне для створення нових інструментів і ланцюга ефектів.
- ID-8: пристрій для програвання семплів зі записаними в ньому звуками барабанів, піаніно, баса, струнних та інших інструментів.
- MClass Equalizer: чотирисмуговий еквалайзер.
- MClass Stereo Imager: двосмуговий процесор стерео.
- MClass Compressor: односмуговий компресор.
- MClass Maximizer: лімітер.
- Line 6 Guitar Amp: віртуальна версія пристрою для запису гітар Line 6 guitar POD, що імітує роботу трьох різних гітарних підсилювачів і кабінетів.
- Line 6 Amp Bass: віртуальна версія пристрою для запису бас-гітари Line 6 bass POD, що імітує роботу двох різних басових підсилювачів і кабінетів.
- Neptune: пристрій, що дозволяє коригувати висоту тону і додавати до звуку синтезовану гармоніку.
- RV7000: ревербератор із дев'ятьма різними алгоритмами — «Малий простір», «Кімната», «Зал», «Арена», «Листовий ревербератор», «Пружинний ревербератор», «Багатовідвідна затримка», «Зворотна реверберація».
- Scream 4: ефект викривлення з десятьма різними алгоритмами: «Перевантаження», «Викривлення», «Ламповий підсилювач», «Магнітна стрічка», «Зворотний зв'язок», «Модуляція», «Деформація», «Цифрове спотворення» і «Вереск».
- DDL-1: простий ефект затримки.
- CF-101: ефект хоруса і фленжера.